# Erwin Schloss
Erwin Julius Schloss (* 22. April 1894 in Emmendingen im Breisgau; † 7. Januar 1944 in Vicosoprano) war ein deutscher evangelischer Geistlicher.

## Leben
Erwin Schloss war der Sohn des jüdischen Tabakfabrikanten Adolf Schloss (1863–1907) und dessen Ehefrau, der Politikerin und Schriftstellerin Marie Schloß, geborene Haas, die 1905 zum Protestantismus konvertierte. Sein Onkel war der badische Minister Ludwig Haas. Nach dem frühen Tod des Vaters lebte er von 1907 bis 1912 mit seiner Mutter und seinem Bruder Martin Friedrich Schloss, später Chemiker bei der Malzfabrik Rheinpfalz AG in Bruchsal, in Karlsruhe. Als sein Bruder 1938 in die USA emigrierte, zog seine Mutter im September 1938 nach Bern.
Nach dem Schulbesuch in Emmendingen und dem Abschluss mit Abitur am 12. Juli 1912 in Karlsruhe studierte er zwei Semester Rechts- und Staatswissenschaft an der Albert-Ludwigs-Universität Freiburg sowie ein Semester an der Universität Berlin, um das Hebraicum abzulegen. Am 29. März 1913 trat er in Königsfeld in die Herrnhuter Brüdergemeine ein und war von Ostern 1914 bis 1916 Student der Theologie am Theologischen Seminar der Brüder-Unität in Gnadenfeld und 1916 für ein Semester an der Universität Tübingen. In der Zeit von Januar 1917 bis Dezember 1918 wurde er von der Direktion in die Soldatenarbeit der Christlichen Studentenvereinigung nach Russland gesandt. Nach einem Studienjahr an der Universität Heidelberg legte er am 17. März 1920 das Theologische Examen ab.
1921 wurde er zum Diakon ordiniert und trat am 1. April 1921 eine Stelle als Sekretär des Jugendbundes der Brüdergemeine in Berlin an, wurde dort Brüderpfleger und war von Herbst 1922 Jugendsekretär in Lodz, musste 1925 das Amt jedoch aus gesundheitlichen Gründen wieder aufgeben. Von Mai 1926 bis September war er erst Diakon in der Brüdergemeine in Gnadau, bis er 1926 dort Prediger wurde. 1927 wurde er zum Presbyter ordiniert.
Nachdem er wegen der Machtübernahme der Nationalsozialisten 1935 in das schweizerische Exil gegangen war, wurde er im Oktober 1935 Vorsteher der Herrnhuter Sozietät in Bern und war als Sekretär der landeskirchlichen Flüchtlingshilfe Bern tätig. Er nahm auf Einladung von Adolf Keller am 20. September 1938 an der konstituierenden Sitzung des Schweizerischen kirchlichen Hilfskomitees teil. Er setzte sich ab 1939 für das Hilfskomitee für evangelische Flüchtlinge bei den Bundesbehörden ein und organisierte Hilfsmassnahmen für die Opfer des Nationalsozialismus.
1940 erfolgte aufgrund der nationalsozialistischen Rassengesetzgebung seine Ausbürgerung aus Deutschland, sodass er in der Folge staatenlos war.
Erwin Schloss heiratete 1923 Emilie (1895–1978), eine Tochter von Georg Ruppert. Gemeinsam hatten sie drei Kinder:
- Erdmuth Schloss (1924–2006), verheiratet mit Walter Achtnich (1913–2004);
- Markus Ekkart Schloss (1926–1992);
- Brigitte Schloss (1927–2013), Pfarrerin in Labrador.[6]

Erwin Schloss starb bei einem Busunglück, als er das Emigrantenlager in Vicosoprano besuchen wollte.

## Schriften (Auswahl)
- 200 Jahre Brüdersozietät in Bern. Bern 1939.